# Jean Salumu
Jean Myriam Jozef Salumu, (nacido el 26 de julio de 1990 en Sint-Niklaas, Bélgica) es un jugador de baloncesto belga. Con 1.93 metros de estatura, juega en la posición de Alero en el Trefl Sopot de la Polska Liga Koszykówki. Es internacional absoluto con Bélgica.

## Trayectoria
Empezó su carrera en el Telenet Oostende en 2009 hasta 2011. La temporada 2011-2012 jugó en el Stella Artois Leuven Bears. En 2012 vuelve a firmar por Telenet Oostende. En enero de 2013 renovó por dos años. Al final de la temporada ganó el Jugador Más Mejorado de la Liga Belga. Con Oostende ha participado en la Eurocup y ganado 5 ligas, 6 copas y 2 supercopas.
El 18 de junio de 2018, se anunció que Salumu había firmado con el club turco Sakarya BB.
El 18 de diciembre de 2018, Salumu firmó con el Pallacanestro Varese de la Lega Basket Serie A.
El 16 de septiembre de 2019 ha fichado con el Pistoia Basket 2000 de la Lega Basket Serie A italiana (LBA). Salumu promedió 13,1 puntos, 2,3 rebotes y 2,0 asistencias por partido.
El 22 de septiembre de 2020, Salumu firmó con SC Rasta Vechta de la Basketball Bundesliga.
El 13 de julio de 2021, firma por el Champagne Châlons Reims Basket de la Ligue Nationale de Basket-ball.
En la temporada 2022-23, firma por el Trefl Sopot de la Polska Liga Koszykówki.

## Selección nacional
Va a participar en el Eurobasket 2015, donde Bélgica está encuadrada en el Grupo D, junto a Estonia, Lituania, Ucrania, República Checa y Letonia.